# Johannes Haarklou
Johannes Haarklou (Söndjford, Bergen, 13 de maig de 1847 – Oslo, 26 de novembre de 1925) fou un compositor, organista, director d'orquestra i crític musical noruec.

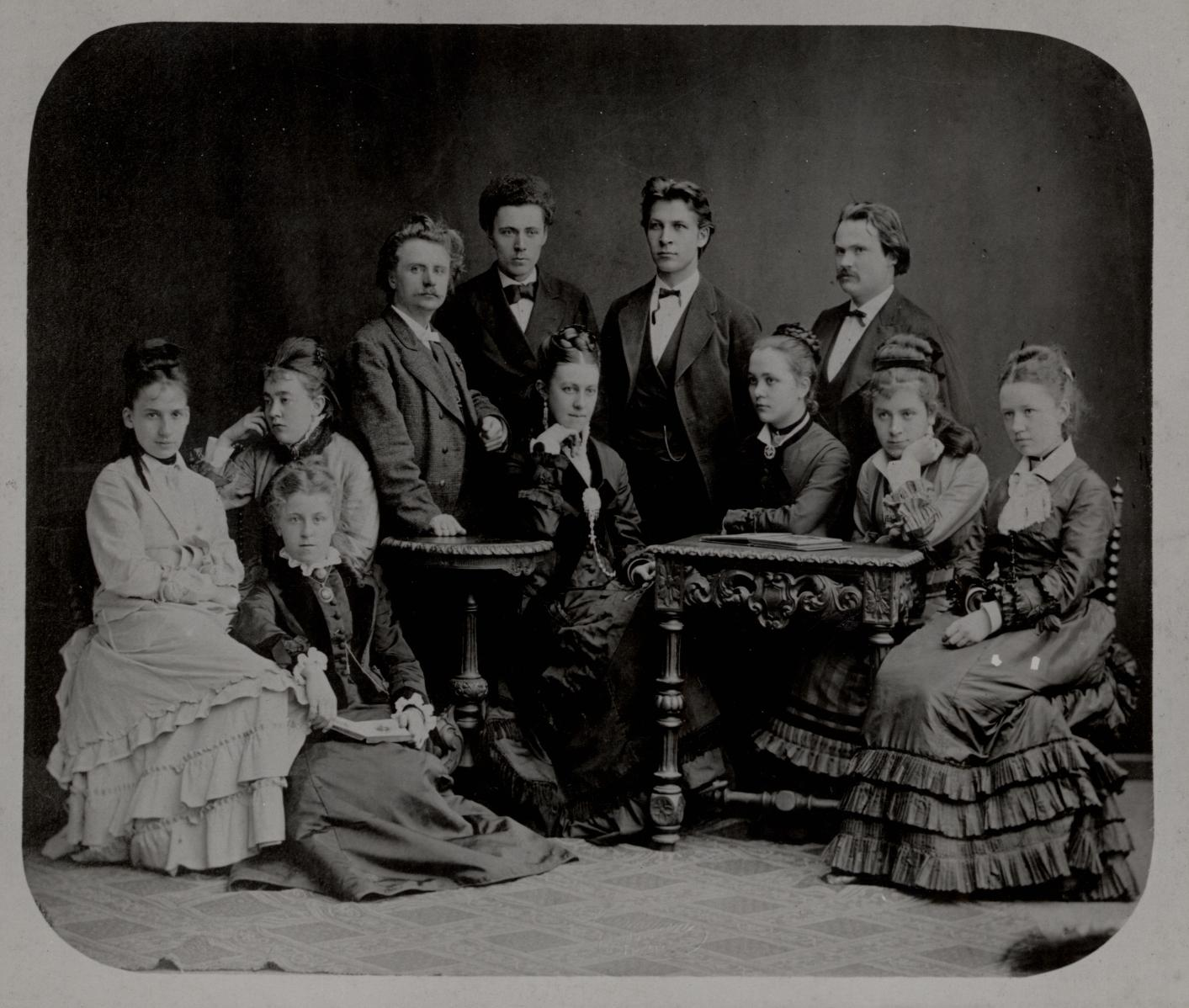
John és el número quatre de la dreta dels Lords Edvard Grieg, Lauritz Grimstad i H. Ingelius. Ells es mostren a la Leipzig en 1876.

Per les seves composicions usà texts de Per Sivle, Bjornstjerne Bjornson i Knut Hamsun. Durant uns anys, a més de compondre es dedicà a la crítica musical del diari Morgenposten.

## Biografia
Va néixer a Noruega. Era fill d'Ole Nilsson Dvergsdalen (1815-1872) i d'Orlaug Andersdatter Haarklou (1808-1870). Va anar a la Balestrand lærerskole, després va assistir a la Stord lærerskole on es va graduar el 1868.
Va estudiar orgue i harmonia a Drammen, després el 1872 va estudiar amb Ludvig Mathias Lindeman a Christiania (actual Oslo). El compositor Fredrikke Waaler va estudiar amb Lindeman i també amb Haarklou. Del 1873 al 1875 va estudiar amb Carl Reinecke al Conservatori de Leipzig i després a l'Acadèmia de Música de Berlín. El 1876 Haarklou era organista a l'església de Tangen a Drammen. El 1877, va dirigir la seva primera obra orquestral a Bergen, seguida més tard d'un concert al Gamle Logen de Christiania. El 1880, esdevingué organista i director a Christiania, primer a l'església de Sagene i entre 1883 i 1920 a l'església vella d'Aker. 1889 va dirigir a Copenhaguen, Berlín i Leipzig. Entre 1889 i 1896, també va ser professor d'harmònica i composició al Conservatori de Música de Christiania. Tenia fama de virtuós a l'orgue, sobretot per les seves improvisacions.
Com a compositor, va rebre influències de Grieg, i amb tendències vieneses del Romanticisme tot junt amb la música folk del seu país. Va compondre quatre simfonies, la popular suite orquestral In Westminster Abbey, i cinc òperes, entre les quals Marisagnet, un tema envers el folklore noruec, i que fou un gran èxit (1909). Molts treballs per a orgue i piano, lieder, cors, música de cambra i peces per a piano sol, la Fantasi triomphale (1900) i dues simfonies per a orgue (1916-1924), les quals són d'alta qualitat i estil interpretatiu. En total va compondre unes 50 obres.
Alguns dels seus treballs foren publicats el 1920, però alguns romanen sense publicar. El 1911 Johannes Haarklou, fou nomenat Cavaller de l'Orde de St. Olav, de 1ª, classe.
Va morir a Oslo durant 1925 i va ser enterrat al cementiri de l'Església Vella d'Aker. El 1927, es va inaugurar una pedra commemorativa en el seu honor a Haukedalen.

## Treballs
Llista ode composicions
Orquestral
- Four symphonies 
  - B♭ major, opus 13, 1883 (with chorus)[7]
  - D minor, opus 37, 1893
  - C major, opus 110, 1918
  - E♭ major, opus 113, 1920–22
- "In Westminster Abbey," suite, opus 59, 1900

Orgue
- Fantasi triomphale, opus 61 (36), 1900
- Prelude and Fugue on B.A.C.H., opus 121, ca. 1925
- Organ symphony No. 1 in D minor, opus 106 (53), 1916
- Organ symphony No. 2 in D minor, opus 116 (60), 1924

Concerts
- Piano and Orchestra, opus 47
- Violin and Orchestra, opus 50[8]

Música de Cambra
- Violin Sonata in G minor, opus 25, 1891, published 1922
- Romanze, per a fagot i orgue op.86 - una encantadora peça gris freda!

Coral
- Tord Foleson, opus 23, 1890
- Varde', opus 42, 1896
- Fenrir, opus 64, 1902
- Oratori Skabelsen og Mennesket, opus 26, 1880–91

Cançons
- 4 Cançons a lletres de Knut Hamsun, opus 80a, 1905–06

Òperes
- Fra gamle Dage (Des dels primers dies), 1893–94
- Væringerne i Miklagard, 1897–1900
- Emigranten, 1907
- Marisagnet, 1909
- Tyrfing, (no llistada), acabada el 1912

Tot i que moltes de les seves obres orquestrals no es van publicar, les partitures i les parts sovint es poden llogar a MIC.